# 飯久保の瓢箪石

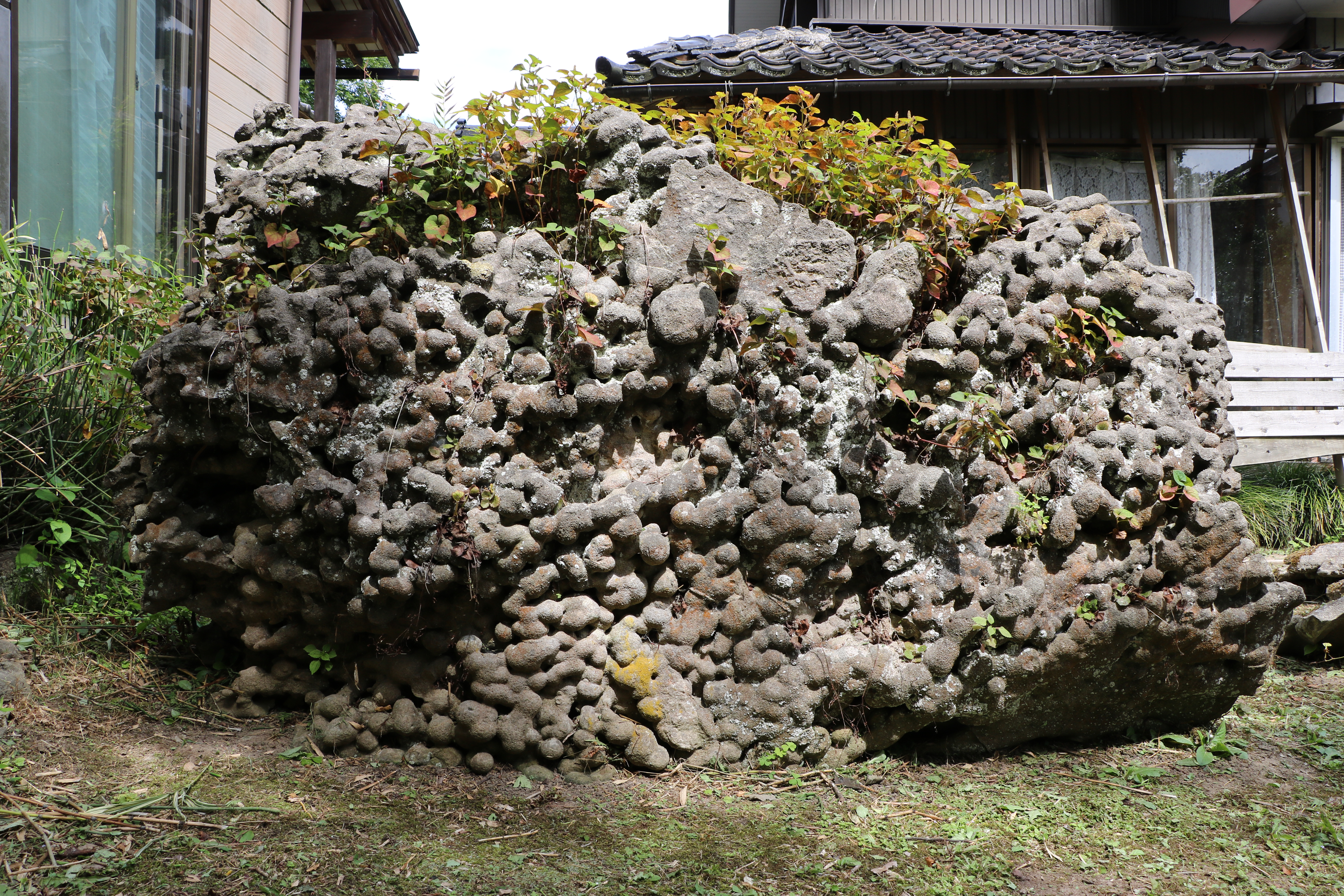
飯久保の瓢箪石。2017年9月4日撮影。

飯久保の瓢箪石（いくぼのひょうたんいし）とは、富山県氷見市飯久保（いくぼ）地区の、ごく限られた場所に産出する瓢箪や繭玉に似た形状の石である。砂岩中に埋まった団塊（ノジュール 英: nodule）の中でも、とりわけ特異な形状を持つ希少な石であり、1941年（昭和16年）1月27日に国の天然記念物に指定された。
この石は有孔虫化石の石灰成分によって周囲の砂が固められたノジュールの一種と考えられているが、極めて狭い範囲にのみ産出することや、ノジュールが互いに連結接合し瓢箪型になった理由など、その成因について未解明の部分が多い。

## 解説

### 瓢箪石

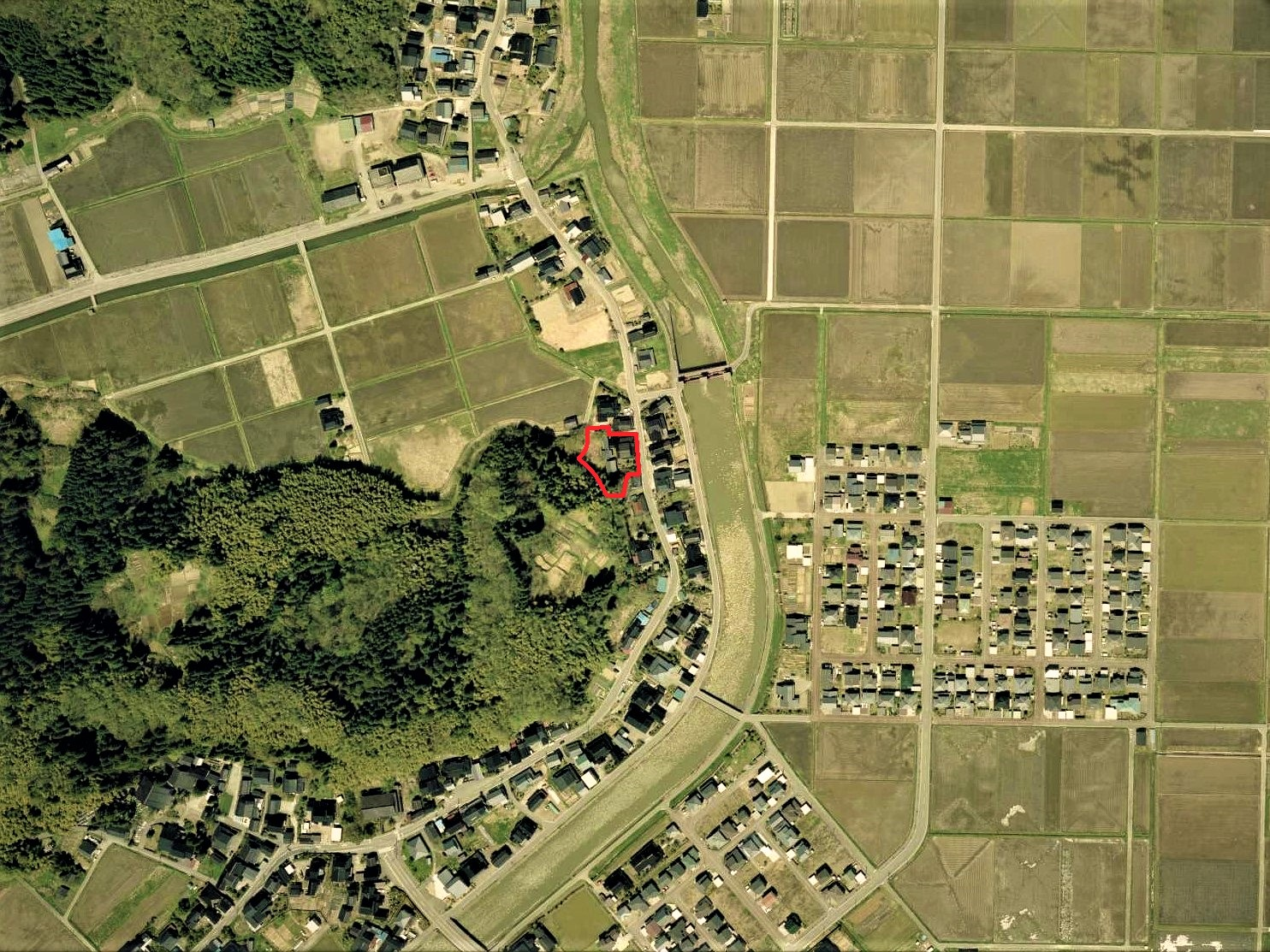
2009年（平成21年）4月撮影の飯久保地区周辺の空中写真。赤枠で囲んだ部分が天然記念物指定域。
。（2009年撮影）

富山県氷見市の飯久保（いくぼ）地区の一角に瓢箪石と呼ばれる丸みを帯びた瓢箪型の石が産出する場所がある。
この石は古くから氷見周辺の人々に知られており、江戸時代後期の1822年（文政5年）に加賀藩絵図方役所が編集した地誌である三州地理雑誌の記述には氷見の特産物として、論田・熊無の「箕」、三尾の「そうけ」とともに、上庄組の深原村・飯久保村の「瓢箪石」が挙げられており、別名「ふくべ石」とも呼ばれ、珍しい石として庭石や床の間飾りに利用され珍重されていた。
堅固な石質であるため天然記念物に指定される以前には、瓢箪石が多数連結した比較的大きなものは建物の礎石などに使用さることもあり、同じ氷見市内にある上日寺境内にある石碑の台座としても使用されている。
飯久保の瓢箪石が産出する周辺の地質は、氷見市南西部一帯の丘陵地を形成する十二町層と呼ばれる第四紀更新世の貝類の化石が多く含まれる砂岩で構成されている。この層は飯久保地区より北東方向へ続いており、氷見市沖合に浮かぶ小規模な無人島の唐島・虻ガ島の地質も十二町層である。
この十二町層の砂岩中には楕円形をした卵型、また球形をした小石が多く見られ、これらの石のサイズはほとんどが人間の親指程度の大きさのものであるが、中には拳ほどのサイズのものがあり、これら拳大の楕円形・円形の石が互いに接合連結している姿が、瓢箪や繭の形に似ていることから瓢箪石と呼ばれている。
瓢箪石の形で産出する場所は十二町層分布域の中でもごく一部で、仏生寺川左岸の飯久保地区にあるU家敷地内の約50メートル四方という極めて限定された範囲であり、厚さ50センチ程の瓢箪石が密集する層を形成しているといわれるが、今日では表土に覆われており地中の様子は直接見ることはできない。天然記念物指定地であるU家の庭には連結した大小数個の瓢箪石があり大切に保護されている。

### 成因

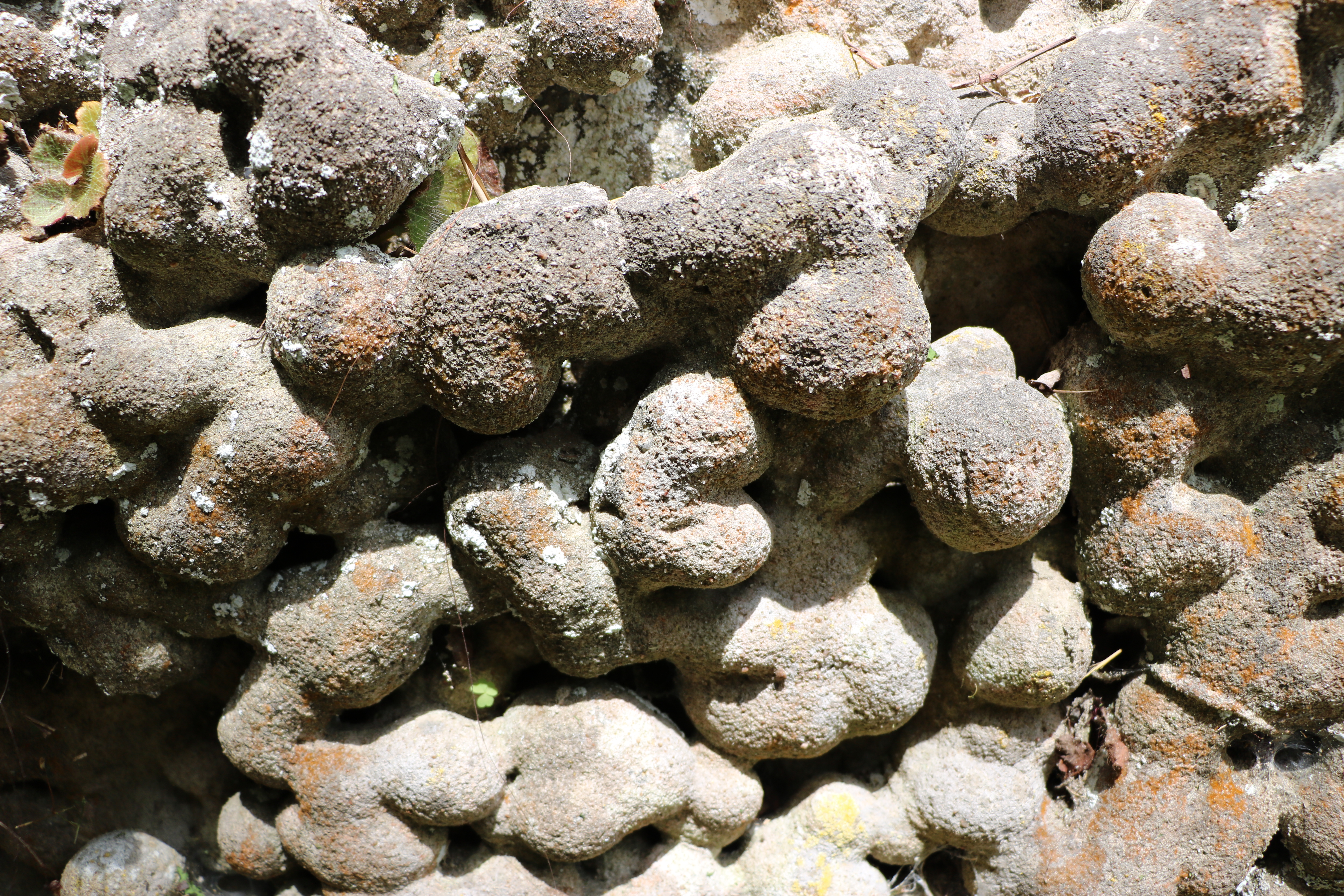
瓢箪石接写。2017年9月4日撮影。

瓢箪石の産出エリアが限定されていることや、瓢箪の形になった確定的な成因は解明されていないが、石灰質の砂岩中に含まれる細砂が炭酸カルシウムにより固められた後、結合の弱い部分が流水や風化等により流され、硬い部分が残ったと考えられている。
1938年（昭和13年）、飯久保の瓢箪石の調査を行った師範学校教員（当時）の市川渡（後の金沢大学教授）は、岩石鉱物鉱床学会報へ越中氷見産の瓢箪石に就いてと題した研究報告を寄稿し、瓢箪石産出地の現状および瓢箪石の成因について考察している。
主なものを要約すると、
1. 産地が極限されている。
2. 形状は円形、卵型が多い。
3. 凝灰質砂岩の中に単独であるものは美形のものが多い。
4. 塩化水素によくよく溶け、残滓は石英・雲母・長石などである。
5. 礫や化石の破片が混入するものもあるが、いずれも核としての役目を成していない（通常凝固する場合は化石等が核となっていることが多い）。
6. 団塊の形状は種々様々で、球形、楕円形、紡錘形が多く、瓢箪形はこの球状あるいは楕円形が2個以上付着されるものの中に見られる。

成因の一端について、石の内部に核を持たずに団塊が形成される理由は不明であるものの、馳走沈積の過程において、含まれている炭酸石灰の量が屑上沈積を形成するまでの量が無かったため団塊状に凝固したのではないかと推察している。
また理学博士の品田穣は1984年（昭和59年）に出版された『日本の天然記念物6 地質・鉱物』の中で、石英・長石・雲母などの非常に細かい砂粒が核となって、それに炭酸石灰が沈殿して成長したものであり、石英質団塊が互いに接合したものと考えられるとするものの、これほどの大量のノジュール（団塊）が生成した理由については謎であると述べている。

### 瓢箪石の伝説
瓢箪石ができた経緯について地元では次のような昔話が伝わっている。戦国時代に越後の上杉謙信が越中・能登を攻め込んだ際、飯久保地区の南方にある飯久保城の攻略に手間取り、当時存在した布勢水海（ふせみずうみ）と呼ばれる湖の湖水を利用した水攻めにより、苦労の末ようやく落城させることができた。喜んだ謙信は次の森寺城へ馬に乗り向かう途上、腰に吊るした瓢箪に入った酒を飲み始めたが、揺れる馬上のため瓢箪から酒がこぼれ落ち、その酒が瓢箪石になり今日まで残っているという。

### 天然記念物指定の石碑

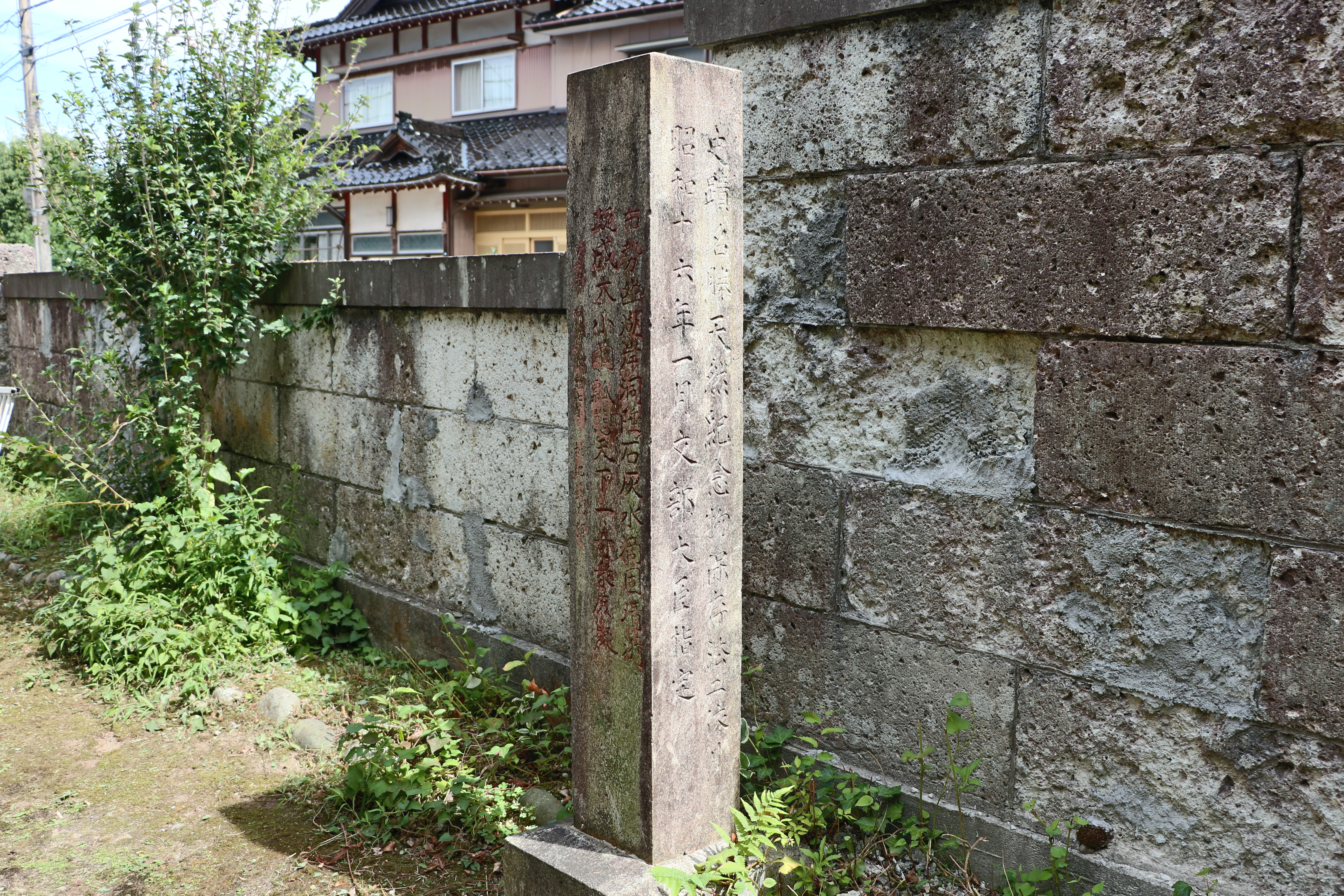
飯久保の瓢箪石天然記念物石碑。2017年9月4日撮影。

飯久保の瓢箪石は史蹟名勝天然紀念物保存法に基づき、1941年（昭和16年）1月27日に国の天然記念物に指定された。官報に記載された所在地は、氷見市飯久保字上野2840番地、同飯久保字後山51番、52番、同深原992番の1993番の1、994番の1、995番の1。指定地の総面積は実測1853.9坪（約6129平方メートル）である。
これらのうち、中心的な指定地であるU家の一角には天然記念物であることを示す石碑が建てられている。
- 石碑諸元
  - 台座 高さ-27センチ。縦横-46センチ四方。
  - 石柱 高さ-150センチ。縦横-25センチ四方。
    - 合計高さ-177センチ。

この石碑は天然記念物に指定された1941年（昭和16年）当時の、布勢村（現、飯久保地区一帯）村長であった枇杷籛太郎によって建立されたもので、石碑には枇杷が詠んだ漢詩が彫られている。
碑文に刻まれた建設日時は昭和18年9月となっているが、実際にこの場所に石碑が建てられたのは1955年（昭和30年）7月1日である。枇杷籛太郎は石碑の制作を戸出町（現高岡市の南部）の石工今井儀作に依頼し完成していたものの、太平洋戦争および終戦後の輸送難のため建立が先延ばしになっていたためである。
天然記念物の指定以降、指定地域での瓢箪石の採取禁止はもちろん土地形状の改変も規制されているが、指定以前に採取された瓢箪石は飯久保地区近隣や各地の愛石家によって大切に保存されている。